# Leonie Brandt
Leonie Brandt (Würselen, 28 oktober 1901 – Amsterdam, 27 januari 1978), geboren als Gertrud Franziska Pütz en ook bekend onder de toneelnaam Leonie Reiman, was een Duits-Nederlandse actrice en dubbelspionne. Voor en tijdens de Tweede Wereldoorlog spioneerde zij voor zowel Nederland als Duitsland. Ze kreeg na de oorlog bekendheid vanwege de zaak-Menten en de Stadhoudersbrief. Veel verhalen over haar leven zijn twijfelachtig, omdat zijzelf vaak de enige bron is.

## Levensloop

### Jeugd
Gertrud Franziska Pütz, met als roepnaam Leonie, werd in 1902 geboren in Bissen, een kern in de Duitse stad Würselen. Ze was dochter van mijnwerker Johann Paul Pütz (1877–?) en Johanna Hubertina Hermanns (1881–?). Ze was de oudste van vier kinderen; ze had een zusje en twee broertjes. Haar grootouders van moederskant hadden een Nederlandse achtergrond. Zij woonden in hetzelfde gebouw en Pütz verbleef een groot deel van de tijd bij hen.
Tijdens de Eerste Wereldoorlog smokkelde Pütz voedsel uit het neutrale Nederland, vijf kilometer verderop. In december 1915 werd ze betrapt door Duitse douaniers bij een van de smokkeltochten. Door hen werd ze gerekruteerd om inlichtingen over de grens te brengen, door briefjes in de voering van jassen die ze daar moest omruilen.
Na de Eerste Wereldoorlog was Pütz verpleegster. Naar eigen zeggen was ze dit in Parijs, Aken en Metz, waar ze volgens haarzelf werkzaamheden voor de militaire inlichtingendienst verrichte. Op 4 april 1921 trouwde Brandt met douanier Karl Walter Reuber (1891–?) uit Aken. Op 18 november 1923 scheidden ze weer.

### Verhuizen naar Nederland

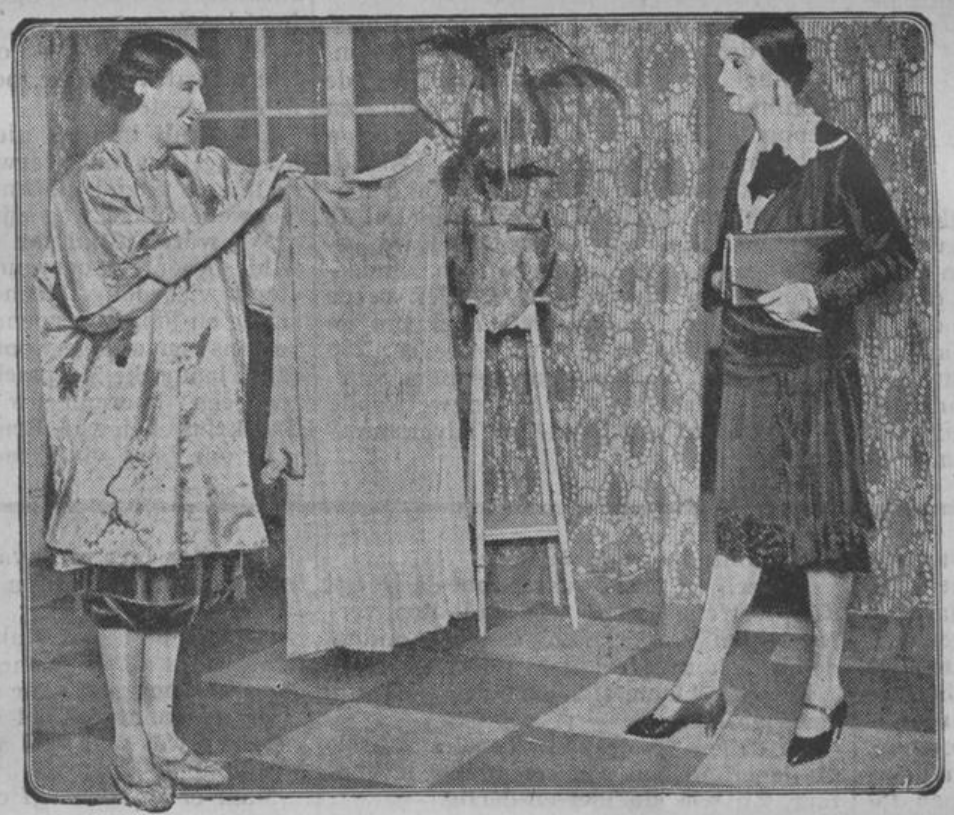
Brandt (rechts) in blijspel "Mijn Vader En Ik" van Gustaaf Esmann in 1928.

Daarna verhuisde Pütz naar Nederland, eerst naar 's-Hertogenbosch om zich vervolgens, op 25 april 1925, in te schrijven in Amsterdam. Een jaar na aankomst speelde Pütz al bij toneelgroepen. Vanaf 1926 speelde ze bij Het Schouwtooneel. Ze speelde daar soms in de hoofdrol, met Ko van Dijk sr. als tegenspeler. Ze verliet Het Schouwtoneel nadat een bejaarde geldschieter haar "oneerbare voorstellen" had gedaan.

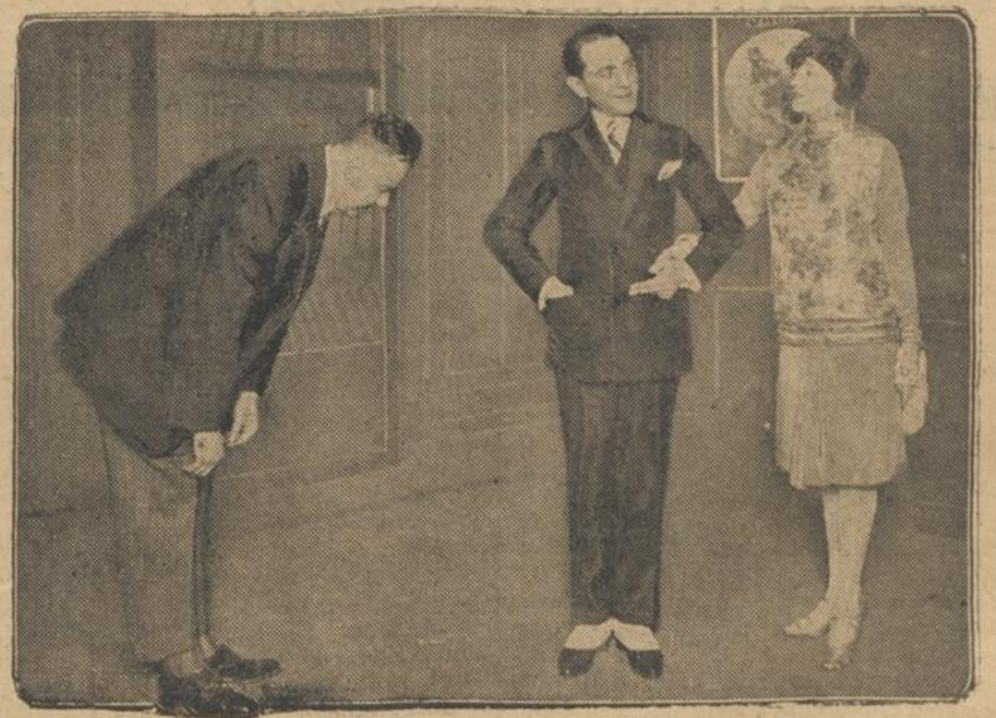
Brandt (rechts) in blijspel "Zijne Hoogheid De Prins" in 1928.

Op 12 februari 1929 trouwde Pütz met bakker Carl/Karl Ludwig Wilhelm Brandt (1884–1949), wiens achternaam ze overnam. Met hem kreeg ze twee kinderen: Marie Louise (Loek) (1932–2019) en een zoon (1935). Na het huwelijk stopte ze tijdelijk met toneel spelen, om bij te springen in een bakkerij van hem waar personeelstekort was.
In 1929 ging Brandt op reis naar Bad Godesberg nabij Bonn om schrijver Adolf von Hatzfeld te ontmoeten. Daar overnachtte ze in Rijnhotel Dreesen. Adolf Hitler, die graag in dat hotel verbleef, gaf daar een presentatie over zijn partijprogramma aan onder meer Von Hatzfeld. Brandt vroeg hem hoe hij de plaats van de vrouw voor zich zag als hij aan de macht zou komen. Hitler zei dat de vrouw die plaats in zijn staat nog moest veroveren.
Ze leerde in die tijd officier van Justitie Johan van Thiel kennen, waarvan beweerd wordt dat ze minnaars waren. Hij was hoofd van het politie-inlichtingenapparaat in het arrondissement Amsterdam. Voor dit netwerk voerde ook Brandt taken uit. Brandt schreef het theaterstuk De officier van Justitie dat gebaseerd zou zijn op haar ervaringen met Van Thiel. Het stuk werd eenmaal opgevoerd in 1931.
Later schreef ze nog twee stukken, Moeder worden (1933) en Madame Polenska (1936).

### Spionage
In de jaren dertig ging ze naar eigen zeggen werken in opdracht van de inlichtingendienst van de Rijksrecherche en de GS III. Ze reisde daarvoor naar Duitsland, maar verzamelde ook informatie over de Nederlandse NSB. Ze onderhield contacten met onder meer de Nederlandse minister van Justitie Carel Goseling en de Duitse generaal Eduard Wagner.
Vanaf 1939 ging Brandt ook aan de slag voor de Duitse Sicherheitsdienst. Dat jaar opende ze ook in het Hirschgebouw de Paneelclub, waaraan zowel de Duitse als Nederlandse overheid hadden meebetaald. In maart 1940 werd ze bij een bezoek aan Duitsland door de Gestapo gearresteerd, die haar verdachten van landverraad. Maanden later kwam ze vrij nadat ze beloofd had geen contact op te nemen met Nederlandse agenten of de Abwehr. Nederland was inmiddels door Duitsland bezet en de Paneelclub gesloten.
In Nederland ging ze weer verder met haar inlichtingenwerkzaamheden. Ze schreef een serie hoorspelen voor de radio, waarin ze in overleg met Van Thiel gecodeerde boodschappen voor de Nederlands regering in Londen verwerkte. Het werd echter nooit uitgezonden.
In oktober 1941 werd ze wederom door de Duitsers gearresteerd. Hoewel ze landverraad weer niet konden bewijzen, werd ze toch in april 1942 naar concentratiekamp Ravensbrück overgebracht. In Ravensbrück wist ze op te klimmen tot verpleegster en blokoudste. De verhalen over haar gedrag daar lopen uiteen. Sommige overlevenden roemden haar behulpzaamheid en verpleging, andere overlevenden zeiden dat ze had gechanteerd, mishandeld en verraden.
Na de bevrijding werden de vrouwen van Ravensbrück, waaronder Brandt, door het Rode Kruis overgebracht naar Zweden om aan te sterken. Brandt werd daar korte tijd geïnterneerd vanwege de negatieve verhalen over haar tijd in Ravensbrück. Door gebrek aan bewijs kwam ze vrij en keerde terug naar Nederland.

### Naoorlogs
Na de oorlog ging ze – zonder officiële functie – werken voor het Bureau Nationale Veiligheid, waar ze oorlogsmisdadigers verhoorde. Onder hen waren Karl Eberhard Schöngarth, Willy Lages en Pieter Menten.
Aan Menten zou Brandt compromitterende dossiers hebben verkocht, waardoor hij lange tijd gevangenschap kon ontlopen. Daaronder zou zich de stadhoudersbrief bevinden, waarin prins Bernhard zou hebben aangeboden aan Hitler om als stadhouder het bestuur van Nederland op zich te nemen. Brandt zei die brief te hebben verkregen via Goseling. Het bestaan van de stadhoudersbrief is nooit bewezen en altijd ontkend door Bernhard.
In de jaren vijftig ging haar gezondheid achteruit. Ze leed aan schizofrenie en raakte aan de drank. In 1952 verhuisde Brandt naar het Limburgse Ubach over Worms. Daar nam ze een café met zwembad over. Ze kreeg schulden, had agressieve buien en begon ook weer te smokkelen. In oktober 1955 werd ze anderhalf jaar opgenomen in een psychiatrische inrichting in Venray. In 1967 verhuisde ze terug naar Amsterdam.
Op 27 januari 1978 overleed Brandt in Amsterdam. Het Vrije Volk schreef later dat jaar: "Kort daarop hoorden velen in den lande met een zucht van verlichting dat de lippen van Leonie Brandt-Pütz voor eeuwig waren verzegeld".

## Nalatenschap
In 2003 publiceerde Gerard Aalders het boek Leonie, het intrigerende leven van een Nederlandse dubbelspionne over Brandt. De zoon van Brandt had in een kort geding geëist dat onder meer zijn moeders naam niet gebruikt zou worden. De voorzieningenrechter wees de eis af, omdat het 'niet aannemelijk' was dat Aalders niet wetenschappelijk te werk was gegaan, of dat het boek onwaar of onnodig grievend was. Het boek werd in 2019 opnieuw uitgegeven door Just Publishers. Een jaar later verscheen de documentaire Leonie, actrice, spionne van Annette Apon, gebaseerd op Aalders' boek.
Sinds 2022 ligt het dossier van de Binnenlandse Veiligheidsdienst (BVD) over Brandt ter inzage bij het Nationaal Archief. Een van de vier mappen ontbreekt, die over de periode vóór 1948. Bij de ontbrekende map staat de opmerking "Kenmerk=C (Pr. B. spionage)". Het dossier is vermoedelijk nooit overgedragen door de opvolger van de BVD, de AIVD, en die dienst heeft deze ook niet meer kunnen achterhalen.

## Bron
- Aalders, Gerard (5 december 2019). Leonie. Just Publishers, Meppel. ISBN 9789089759535. NUR 689.